# Vladislav Vladimirovich Semyonov
Vladislav Vladimirovich Semyonov (tiếng Nga: Владислав Владимирович Семёнов; sinh ngày 30 tháng 4 năm 1993) là một cầu thủ bóng đá người Nga. Anh thi đấu cho FC Veles Moskva.

## Sự nghiệp câu lạc bộ
Anh có màn ra mắt tại Russian Second Division cho FC Strogino Moskva vào ngày 15 tháng 7 năm 2013 trong trận đấu với F.K. Torpedo Vladimir.